# Politikåret 1959

## Händelser

### Januari
- 1 januari – Kubas president Fulgencio Batista flyr från landet och lämnar därmed Havanna öppet för Fidel Castro.
- 3 januari – Alaska blir den 49:e delstaten att ingå i den amerikanska unionen.[1]
- 8 januari – Charles de Gaulle tillträder vid 68 års ålder officiellt som fransk president för de kommande 7 åren.
- 10 januari – Den svenska statsverkspropositionen innehåller ett ofinansierat budgetunderskott på 2,4 miljarder kronor.
- Januari – Folkpartisten Ture Königson förklarar att han inte tänker rösta mot den svenska regeringens ATP-förslag, om det ställs mot Högerpartiets eller Centerpartiets förslag.

### April
- 4 april – Malifederationen grundas av Sudanesiska republiken och Republiken Senegal.[2]

### Maj
- 14 maj – Efter två dagars hård debatt godkänner den svenska riksdagen regeringens proposition om ATP med röstsiffrorna 115-114. Folkpartisten Ture Königson lägger ner sin röst.
- 31 maj
- Den svenske finansministern Gunnar Sträng framhåller att svenska staten behöver ytterligare en miljard i inkomst.
- Folkpartiet accepterar ATP-beslutet, medan varken Högerpartiet eller Centerpartiet gör det.

### Augusti
- 21 augusti – Hawaii blir USA:s 50:e delstat.[3]

### November
- 17 november – FN:s generalförsamling fördömer i en resolution Sydafrikas raspolitik.

## Val och folkomröstningar
- 28 juni – Alltingsval på Island. Valet slutar oavgjort, vallagarna görs om och omval utlyses.
- 25–26 oktober – Alltingsval på Island.

## Organisationshändelser
- 15 februari – Socialistisk Folkeparti bildas i Danmark.
- 31 juli – Den baskiska separatistorganisationen ETA bildas.

## Födda
- 16 mars – Jens Stoltenberg, Norges statsminister 2000–2001 och 2005–2013.
- 17 oktober – Francisco Flores, El Salvadors president 1999–2004.
- 18 oktober – Mauricio Funes, El Salvadors president 1 juni 2009-1 juni 2014.
- 26 oktober – Evo Morales, Bolivias president 18 december 2005 till 10 november 2019.

## Avlidna
- 3 september – Sténio Vincent, Haitis president 1930–1941.
- 1 oktober – Enrico De Nicola, Italiens president 1946–1948.

### Fotnoter
1. ↑  ”Alaska” (på engelska). World Statesmen. http://www.worldstatesmen.org/US_states_A-D.html#Alaska. Läst 7 november 2012.
2. ↑  ”Mali” (på engelska). World Statesmen. http://www.worldstatesmen.org/Mali.htm. Läst 22 november 2012.
3. ↑  ”Hawaii” (på engelska). World Statesmen. http://www.worldstatesmen.org/US_states_F-K.html#Hawaii. Läst 7 november 2012.